# Condylago rodrigoi
Condylago rodrigoi é uma espécie de orquídea (Orchidaceae) que existe na Colômbia entre 1.400 e 1.600 metros de altitude. Trata-se de gênero uniespecífico cujo nome refere-se à articulação existente no labelo de suas flores, que é sensível e fecha quando é tocado. Como toda Pleurothallidinae, não apresenta pseudobulbos mas apenas um ramicaule com uma única folha que mede cerca de dez centímetros de comprimento. A inflorescência comporta diversas flores e dura vários meses.